# El taller del orfebre (obra de teatro)
El taller del orfebre, meditación sobre el sacramento del matrimonio expresada a veces en forma de drama (en polaco: Przed sklepem jubilera, medytacja o sakramencie małżeństwa przechodząca chwilami w dramat) es una obra de teatro escrita en 1956 por Karol Józef Wojtyła (que posteriormente sería conocido como el papa Juan Pablo II). Fue publicada por la revista Znak en 1960. Wojtyła firmó la pieza con el seudónimo de Andrzej Jawień. El taller del orfebre trata sobre el amor y el matrimonio a través de la historia de tres parejas.

## Trama
El taller del orfebre está dividido en tres actos:
- I. Los signos
- II. El esposo
- III. Los hijos

### Los signos
Teresa y  Andrés son una joven pareja que han sido amigos durante muchos años. Recientemente su relación se hizo más íntima y finalmente ellos se encuentran en el taller del orfebre para comprar anillos de boda que los unirán en matrimonio. El orfebre les explica el significado del amor y el matrimonio.

### El esposo
Ana y Esteban son una pareja con problemas en su matrimonio. Sus vidas están llenas de soledad y desilusión. Ana encuentra a un extraño en el taller del orfebre (cuando intenta vender su anillo de boda) y le abre su corazón. Sin embargo el extraño le recuerda a ella la parábola de las diez vírgenes y le dice que mantenga su lámpara encendida para el esposo.

### Los hijos
Mónica (hija de Ana y Esteban) y Cristóbal (hijo de Teresa y Andrés) están profundamente enamorados. Ambos reflexionan sobre la vida de sus padres y cómo esto ha afectado sus visiones personales del amor y el matrimonio. Andrés murió en la guerra, dejando a Cristóbal con el temor al dolor por el amor perdido. Mónica teme que su matrimonio no durará a causa de los problemas matrimoniales entre sus padres.

## Adaptaciones
La obra ha sido adaptada a numerosas versiones teatrales y radiofónicas, incluyendo una ópera rock en España, un álbum musical venezolano de 1984 y un filme de 1989.